# Active Club Network
L'Active Club Network è un'organizzazione decentrata di gruppi di supremazia bianca e neo-nazisti attivi in molti stati degli Stati Uniti, con diverse sezioni in Europa e in Australia. La rete è stata creata nel gennaio 2021 e promuove le arti marziali miste per contrastare ciò che afferma essere un sistema mirato alla razza bianca, insieme a uno "spirito guerriero" per prepararsi a una futura guerra razziale. Alcuni ricercatori sull'estremismo hanno descritto la rete come un "esercito ombra o di riserva" in attesa di essere attivato quando se ne presenti la necessità.    

## Origini
L’origine della rete viene fatta risalire a Robert Rundo, che ha formato il movimento Rise Above nel sud della California nel 2017. Di fronte alle accuse di disordini federali negli Stati Uniti, Rundo partì per l'Europa sudorientale per promuovere il movimento. Ha descritto il suo obiettivo come la creazione del "nazionalismo bianco 3.0" e ha immaginato una rete cellulare decentralizzata che sarebbe difficile da monitorare per i ricercatori e le forze dell'ordine.  Ha creato un'organizzazione di messaggistica e merchandising online per incoraggiare le comunicazioni con altri gruppi suprematisti bianchi, come Patriot Front .   